# Ludwig Roland-Lücke
Pour les articles homonymes, voir Roland (homonymie).
Ludwig Roland-Lücke (né le 21 février 1855 à Niedersickte et mort le 13 février 1917 dans le train express Berlin-Heidelberg) est membre du conseil d'administration de la Deutsche Bank et député du Reichstag.

## Biographie
Roland-Lücke est le fils d'un papetier et étudie à l'école communautaire et le Progymnasium à Brunswick. De 1872 à 1875, il termine un apprentissage bancaire à Brunswick et de 1875 à 1876 sert comme volontaire d'un an avec le 67e régiment d'infanterie à Brunswick. De 1877 à 1893, il est fonctionnaire et plus tard directeur de la succursale hambourgeoise de la Deutsche Bank. En 1894, il est directeur adjoint de Siemens à Berlin pendant six mois. Entre 1894 et 1907, il est membre du conseil d'administration de la Deutsche Bank et de la Deutsche Überseeische Bank. En 1905, il est responsable de la fondation de la Banque d'Amérique centrale. En 1908, il rejoint le conseil de surveillance de la Deutsche Bank et se retire dans un domaine à Freienwalde. De 1911 à 1914, il est membre du conseil d'administration de la Fédération Hansa et trésorier de la Fédération des industriels.
À partir de 1912, il est député du Reichstag pour la circonscription du grand-duché de Mecklembourg-Strelitz (de) (Neustrelitz, Neubrandenbourg (de), Schönberg) avec le Parti national-libéral.